# Hanke Bruins Slot
Hanke Bruins Slot, née le 20 octobre 1977 à Apeldoorn, est une juriste, militaire et femme politique néerlandaise.
Membre de l'Appel chrétien-démocrate (CDA), elle est ministre des Affaires intérieures et des Relations au sein du Royaume dans le quatrième cabinet de Mark Rutte (2022-2023), devenant ensuite ministre des Affaires étrangères (2023-2024).

## Biographie

### Études et carrière militaire
Hanke Bruins Slot est issue d'une famille d'hommes politiques affiliés à la démocratie chrétienne. Aussi bien son père Harm Bruins Slot que son oncle Johan Bruins Slot et son grand-père Zwaantinus Bruins Slot occupent la fonction de bourgmestre dans diverses communes.
Hanke Bruins Slot étudie le droit néerlandais à l'université d'Utrecht. Après ses études civiles, elle travaille au ministère des Affaires intérieures et des Relations au sein du Royaume à partir de 2001. Elle entre à l'Académie militaire de Bréda en 2005, puis sert en tant que chef de section dans les Forces armées néerlandaises. Elle est déployée en Orozgan (Afghanistan) en 2008. Elle se voit conférer le rang de capitaine d'artillerie en 2010.

### Carrière politique
Élue représentante à la Seconde Chambre des États généraux lors des élections législatives de 2010 sur la liste de l'Appel chrétien-démocrate, elle est réélue en 2012 et 2017.
En 2019, elle démissionne de son mandat parlementaire pour intégrer la députation provinciale d'Utrecht. En 2022, elle est nommée ministre des Affaires intérieures et des Relations au sein du Royaume dans le quatrième cabinet du Premier ministre Mark Rutte. Elle succède à Kajsa Ollongren. Le 5 septembre 2023, elle est nommée ministre des Affaires étrangères.